# Lettre d'Amarna EA 7
La lettre d'Amarna EA 7 fait partie d'une archive de tablettes d'argile contenant la correspondance diplomatique entre l'Égypte et d'autres souverains du Proche-Orient pendant le règne du pharaon Akhenaton, de son prédécesseur Amenhotep III et de ses successeurs. Ces tablettes ont été découvertes à Amarna et sont donc connues sous le nom de Lettres d'Amarna. Toutes les tablettes sont inscrites en écriture cunéiforme,.
Les lettres EA 2 à EA 4 et de EA 6 à EA 14 sont les correspondances de Babylone à l'Égypte. EA 1, EA 5 et EA 14 sont des correspondances de l'Égypte vers la Babylonie.
La lettre EA 7 démontre l'existence de routes commerciales moyen-orientales à travers la Palestine.
L'artefact n'existe plus, ayant été détruit lors d'un bombardement sur la ville de Berlin, pendant la Seconde Guerre mondiale.
William L. Moran a donné à la lettre d'Amarna EA 7 le titre « A lesson in geography ».
La lettre se lit comme suit (traduction par Oppenheim) :

« Dis à Napḫurureya, roi d'Égypte, mon frère Ainsi Burra-Buriyaš Grand roi le roi de Karaduniyaš ton frère. Pour moi et ma maison et mes chevaux et mes chars et mes magnats et mon pays tout va très bien. Pour mon frère et sa maison et ses chevaux et ses chars et ses magnats et son pays tout va très bien.
Depuis que le messager de mon frère est arrivé ici, je n'ai pas été bien, et donc en aucune occasion son messager n'a mangé ou bu des spiritueux en ma compagnie. Si vous demandez à .... à votre messager, il vous dira que je n'ai pas été bien et que je ne suis toujours pas rétabli. De plus, comme je n'étais pas bien et que mon frère ne s'est pas soucié de moi, je me suis mis en colère contre mon frère en disant : « Mon frère n'a-t-il pas entendu que je suis malade ? Pourquoi ne s'est-il pas soucié de moi ? » Le messager de mon frère s'est adressé à moi et m'a dit : « Ce n'est pas un endroit proche pour qu'il entende parler de toi et t'envoie des salutations ». Le pays est loin. Qui va prévenir ton frère pour qu'il t'envoie immédiatement des salutations. Ton frère entendrait-il que tu es malade et ne t'enverrait-il pas son messager ? Il s'est adressé à moi en ces termes : « Demande à ton propre messager si le pays est loin et si, par conséquent, ton frère n'a pas entendu parler de toi et n'a envoyé personne pour te saluer ». Or, comme j'ai demandé à mon propre messager et qu'il m'a dit que le voyage était loin, je n'étais plus en colère et je n'ai plus rien dit. De plus, comme on me l'a dit, tout est là dans le pays de mon frère et il ne veut rien. De plus, dans mon pays, tout est disponible et je ne veux absolument rien non plus. Nous avons cependant hérité de bonnes relations de longue date des rois précédents et nous devons donc nous envoyer des salutations. .. Mes salutations... et tes salutations... Tu as retenu mon messager pendant deux ans avant de l'accompagner sur son chemin. J'ai informé ton messager et l'ai envoyé sur son chemin. Informe mon messager immédiatement afin qu'il puisse venir me voir. De plus, comme on me dit que le voyage est difficile, que l'eau est coupée et que le temps est chaud, je n'envoie pas beaucoup de beaux cadeaux de vœux. De plus, si mon frère veut quelque chose, il n'a qu'à m'écrire pour que je le prenne à la maison. J'ai un travail à faire, j'écris à mon frère. Que mon frère m'envoie beaucoup d'or fin pour mon travail. Mais l'or que mon frère m'envoie, il ne doit pas le confier à un adjoint. Mon frère doit faire un chèque personnel, le cacheter et me l'envoyer. Quand j'ai mis les quarante minas d'or qu'on m'a apportés dans un four, il n'y en avait même pas dix, je le jure. De plus, par deux fois, une caravane de mon messager Ṣalmu que je t'ai envoyée a été volée. La première fois, c'était Biriyawaza et la seconde, Pamaḫu, un de tes gouverneurs en vassalité, a été volée. Comme mon messager a parlé devant mon frère, ainsi Ṣalmu peut maintenant parler devant mon frère. Ses biens doivent lui être restitués et il doit être compensé pour ses pertes. »